# Lago Rotoiti
Il lago Rotoiti è un lago nella regione di Bay of Plenty in Nuova Zelanda. 
Fa parte della parte nord-occidentale di una catena di laghi formatasi all'interno della caldera di Okataina, nella zona vulcanica di Taupo. Il lago si è formato 8 500 anni fa; attualmente si trova a 279 m sul livello del mare. Si trova vicino alla sponda settentrionale del lago Rotorua ed è collegato ad esso tramite il canale di Ohau (Ohau Channel). Il fiume Kaituna è il suo emissario che sfocia nella baia di Plenty vicino a Maketu.
Il nome del lago in lingua Māori è Te Rotoiti-kite-a-Īhenga, che significa "Il piccolo lago scoperto da Īhenga", l'esploratore Maori che scoprì il lago Rotoiti. La leggenda vuole che il lago fu chiamato così perché, quando Ihenga lo vide per la prima volta, ne vide solo una parte e pensò che il lago fosse piccolo.
Il lago Rotoiti ha sorgenti termali sulla riva meridionale, accessibili in barca.